# Bataille de La Albuera
Guerre de Succession de Castille
La bataille de La Albuera, ou Albuhera de Mérida, est un affrontement militaire qui a eu lieu le 24 février 1479 entre une force castillane fidèle à la reine Isabelle I de Castille et une armée envoyée par Alphonse V de Portugal dans les environs de la ville de Mérida. Il s'agit de la dernière bataille de la Guerre de Succession de Castille, où la victoire Isabelliste n'a pas empêché le gros de la force portugaise d'atteindre son objectif stratégique de renforcer et de tenir les villes d'Estrémadure de Mérida et Medellin. Les troupes fidèles à Isabelle la Catholique, sous le commandement de Luis Portocarrero, assiègent les deux places, mais leurs garnisons, principalement portugaises, résistent avec succès jusqu'à la paix conclue dans le Traité d’Alcáçovas le 4 septembre de la même année,.

## Contexte

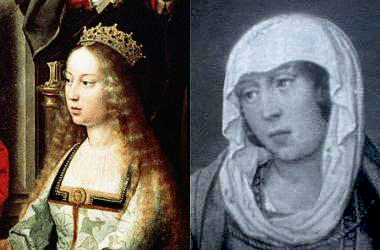
La guerre de succession de Castille a opposé les partisans d'Isabelle I (à gauche) à ceux de Jeanne surnommée La Beltraneja (à droite).

Après l'indécise bataille de Toro (1476), dont les conséquences politiques ont été exploitées par les Rois catholiques, les affrontements terrestres sont arrivés à une impasse, car les forces portugaises ont dû se retirer de la campagne militaire en Castille, tandis que les forces Isabellistes devaient encore soumettre les villes castillanes occupées telles que Zamora, Toro ou Cantalapiedra.
De leur côté, les Castillans ont également attaqué le territoire portugais, où ils ont conquis — puis perdu — les forteresses de Ouguela (1475), Noudar (1475) et Alegrete (1476), tandis qu'une armée sous le commandement de Alonso de Cardenas, maître de l'Ordre de Santiago et futur commandant des troupes castillanes dans la bataille de La Albuera, envahit le Portugal, étant vaincu dans la Bataille de Mourão (1477),. De plus, de nombreux nobles castillans qui ont défendu la cause d'Alphonse V du Portugal ont été dépossédés de leurs titres et de leurs terres, y compris les Pachecos.
Mme Beatriz Pachecho, comtesse de Medellín, a dû renoncer à la fois à la seigneurie de Medellín et à la Encomienda de Mérida, qui reviendrait à son fils de 5 ans. La comtesse, refusant d'accepter la perte de ses biens, enferma son fils dans le château de Medellín et s'allia à une cause avec laquelle elle sympathisait depuis longtemps, demandant l'aide du roi portugais. Cela a répondu avec l'aide d'un corps de chevaliers sous le commandement de García de Meneses, évêque d'Évora, dont l'objectif était de renforcer les forteresses de Mérida et Medellín, désormais contraires à Isabelle.
D'autre part, Alphonse de Monroy, également connu sous le nom de Clavero de Alcántara, un allié de la comtesse, a rejoint cette force en raison du refus, par les rois catholiques, de la maîtrise de l'Ordre d'Alcántara. Les Rois Catholiques étaient alors en Estrémadure. Le 8 janvier 1479, à Guadalupe, accomplissant l'acte de pardon à l'évêque de Tolède D. Alonso Carrillo, qui s'était soulevé contre la cause Isabelliste, et le 22 janvier même mois à Trujillo, où ils ont établi la Cour pour faire face à la guerre contre le Portugal, en plus de signer la paix avec la France.

## Expédition de secours portugaise
Les forces de la comtesse rebelle rejoignirent le Maître de l'Ordre d'Alcántara, D. Juan de Zúñiga et occupèrent de nombreux châteaux en Estrémadure tels que Montánchez, Castilnovo, Magacela, Deleitosa, Benquerencia et Almorchón, ainsi que le château de Medellín.
Après la perte de ces places, les Rois Catholiques ont chargé le Maître de l'Ordre de Santiago, D. Alonso de Cárdenas, d'intercepter la marche des Portugais de l'Évêque d'Évora vers Mérida et Medellín pour empêcher leur union avec les rebelles de la comtesse.

## Déroulement
À côté du ruisseau Albuhera, près du Réservoir romain de Proserpina, se trouvaient les forces Isabellistes, découvertes par Monroy. Cependant, comme le disent les chroniques, la force de l'inondation du ruisseau, due aux pluies hivernales de l'époque, l'a empêché de communiquer la position à l'évêque d'Évora, permettant ainsi à l'armée Isabelliste de ne pas perdre le facteur surprise et conserver l'avantage tactique.
Le combat a duré environ trois heures, se déroulant comme un combat médiéval typique : affrontement frontal de cavalerie suivi d'un combat personnel, avec peu de victimes. À la fin de la bataille, les forces portugaises ont fui les lieux, confirmant leur défaite. L'évêque d'Évora, bien qu'il ait été capturé, a réussi à fuir avec son ravisseur en le soudoyant. En raison du faible nombre de combattants et de pertes, Luis Suárez Fernández, l'un des érudits médiévaux espagnols les plus éminents, décrit le combat de La Albuera comme « une simple escarmouche de peu d'importance. »

## Conséquences
Après la défaite, les forces portugaises se sont regroupées à Mérida et ont continué jusqu'à Medellín, réussissant à remplir leur objectif de renforcer les deux places; assiégés plus tard par les forces Isabellistes de Luis Portocarrero, ils ont résisté avec succès jusqu'à la signature du traité de paix d'Alcáçovas, : Mérida et Medellín n'ont accepté d'ouvrir leurs portes, respectivement, huit et dix jours après la signature du traité garantissant qu'il n'y aurait pas de représailles.
Les troupes des rois catholiques ont repris le reste des forteresses aux mains des Castillans rebelles, mais les Portugais ont gardé certaines places castillanes prises ou occupées (Azagala, Tuy, et Ferrera), ce qui augmenta leur pouvoir de négociation dans les pourparlers de paix. 
Après le combat de La Albuera, les hostilités se sont poursuivies pendant encore six mois (avec les négociations de paix en toile de fond) avec la défense des bastions que les Portugais avaient en Estrémadure et avec la guerre navale et coloniale, qui se termina par leur victoire. Le 4 septembre 1479, le Traité d’Alcáçovas fut signé, mettant fin à la guerre.